# NGC 2478
NGC 2478 este o galaxie situată în constelația . A fost descoperită în  de către Charles Messier.